# Urbain Segers
Pour les articles homonymes, voir Segers.
Urbain Segers  est un footballeur belge né le 27 juillet 1942 qui évoluait comme attaquant (intérieur ou extérieur, voir de centre-avant). 

## Biographie
Il défend principalement les couleurs de La Gantoise, de l’Antwerp puis de Berchem Sport.
Il participe à la Coupe des villes de foires (neuf matchs, deux buts), et à la Coupe des coupes (deux matchs).

## Palmarès
| ARA La Gantoise - Coupe de Belgique (1) : - Vainqueur : 1963-64. |  | K. Berchem Sport - Championnat de Belgique D2 (1) : - Champion : 1971-72. |